# Roy O. Disney
Roy Oliver Disney, född 24 juni 1893 i Chicago, Illinois, död 20 december 1971 i Burbank, Kalifornien, var en amerikansk företagsledare.
Roy grundade tillsammans med sin yngre bror Walt det som idag heter The Walt Disney Company. Roy var bolagets VD mellan 1929 och 1971 och styrelseordförande mellan 1945 och 1971.
Roy föddes som son till Elias Disney och Flora Call i Chicago, Illinois. Han gifte sig med Edna Francis (1890-1984) i april 1925 och fick i det äktenskapet sonen Roy E. Disney.
Roy inledde sin yrkesbana som bankkamrer i hemstaden Kansas City. I början av 1920-talet drabbades Roy av tuberkulos och hamnade på sanatorium där han återhämtade sig.
När Roys yngre bror Walt inledde sin bana som filmskapare i Hollywood bad han om Roys hjälp varpå bröderna 1923 bildade det som senare kom att bli The Walt Disney Company. Medan Walt var det kreativa geniet var Roy den som såg till att bolaget hade finansiellt stöd. Efter Walts död 1966 tog Roy ensam över ledningen av företaget, trots att han vid den tiden hade planer på att pensionera sig. Roy såg till att Disney World blev färdigbyggt och döpte det till Walt Disney World för att säkerställa att ingen skulle glömma hans bror. Efter öppnandet av nöjesparken i oktober 1971 pensionerade Roy sig. Han dog av en hjärnblödning två månader senare vid en ålder av 78 år.
En staty föreställande Roy O. Disney, som sitter på en parkbänk bredvid Mimmi Pigg, finns i Magic Kingdom.